# Maria Teresa d'Àustria (reina de França)
Maria Teresa d'Àustria i de Borbó (Madrid, 20 de setembre de 1638—Versalles, 30 de juliol de 1683) va ser una infanta d'Espanya, reina consort de França i de Navarra pel seu casament amb Lluís XIV el 1660.

## Biografia

### Primers anys
Filla de Felip IV de Castella i d'Isabel de Borbó, neta per la banda materna d'Enric IV de França. La seva infància la passar en solitud, car l'únic germà viu, Baltasar Carles, va morir el 1646. Residint a la cort, al Reial Alcàsser de Madrid, va rebre una educació basada en el catolicisme i essent una nena tenia la convicció de casar-se amb un rei, possiblement el de França, tot i que no parlava el francès.

### Matrimoni
En el context de la Guerra dels Trenta Anys, van enfrontar-se Espanya i França, i finalment van cessar les hostilitats amb la Pau dels Pirineus (1660), signada a l'illa dels Faisans, i on Espanya cedia diversos territoris a França, entre ells el Rosselló i l'Artois. Una de les condicions importants va ser dur el casament de la infanta amb el seu cosí i rei, Lluís XIV. A les capitulacions matrimonials constava que la futura reina rebria un dot de 500.000 escuts d'or, lliurats més endavant, a condició de renunciar al seu dret d'heretar el tron. Amb, el representant diplomàtic francès durant els acords de pau, Giulio Mazzarino, sabia que aquesta quantitat monetària seria difícil de pagar, deixant la possibilitat de l'herència de la corona espanyola. De fet, anys més tard, el seu net, Felip de Borbó, va esdevenir rei d'Espanya per testament de Carles II.
Els contraents es van conèixer en aquell moment i sembla que van causar-se bona impressió. Finalment, el matrimoni per poders va tenir lloc a Hondarribia el 3 de juny de 1660. Lluís XIV va ser representat per Luis Méndez de Haro. La boda de presència va tenir lloc a Saint-Jean-de-Luz el dia 9 del mateix mes, amb la presència de la reina vídua de França, Anna d'Àustria, tia de la infanta.

### Reina de França
La parella reial es va oferir sempre respecte i estimació, tot i que l'amor no va evitar que Lluís XIV tingués diverses amants que la reina coneixia, els fills de les quals va arribar a ennoblir, una cosa que la humiliava. A partir de la mort de Mazzarino, el rei va començar el seu govern més absolutista, i mentrestant la reina seguia els canvis del regne i el moviment cultural francès, interessant-se pel teatre i observant la construcció de diversos projectes reials, principalment el palau de Versalles, on es va traslladar oficialment la cort el 1682. A causa de l'enorme personalitat política de Lluís, Maria Teresa va quedar a la penombra sense cap mena d'activitat política, moltes vegades sense poder actuar davant dels atacs al seu país d'origen. Una d'aquestes guerres fou la de Devolució (1667-1668), que va esclatar quan, a la mort de Felip IV, el rei de França va reclamar el dot de la seva esposa, amb la qual va obtenir diversos territoris a Flandes.
Maria Teresa també es va mostrar disconforme amb la repressió violenta exercida en contra dels hugonots, dels quals deia s'havia de resar per ells i no matar-los.

### Mort
Durant una estada a Versalles, la reina va posar-se malalta a causa d'un abscés sota el braç. Els metges la van sotmetre a diverses sagnies, però el seu estat va empitjorar ràpidament. El rei, que estava al seu costat, va haver de retirar-se com indicava l'etiqueta. El 30 de juliol de 1683 va morir rodejada del seu fill, el Delfí, i algunes de les seves dames.

### Descendència
El matrimoni de Maria Teresa i Lluís XIV va tenir tres filles i tres fills. Amb excepció del primogènit, el Gran Delfí, que va morir amb 49 anys, tots els seus fills no van arribar a la vida adulta:
1. Lluís de França, el Gran Delfí (*1er novembre 1661 – † 14 abril 1711)
2. Anna Elisabet de França (* 18 novembre 1662 – † 30 desembre 1662)
3. Maria Anna de França (* 16 novembre 1664 – † 26 desembre 1664)
4. Maria Teresa de França, Madame Royale (* 2 gener 1667 – † 1er març 1672)
5. Felip Carles de França (* 11 agost 1668 – † 10 juliol 1671), Duc d'Anjou (1668–1671)
6. Lluís Francesc de França (* 14 juny 1672 – † 4 novembre 1672), Duc d'Anjou (1672)